# Четко Манойлович
Четко Манойлович (чорн. Ćetko Manojlović, нар. 3 січня 1991, Требинє) — чорногорський футболіст, який виступає на позиції центрального захисника за клуб «Арсенал» (Тиват).

## Біографія
Манойлович народився 3 січня 1991 року в місті Требинє у СФР Югославія (нині — Боснія і Герцеговина). У дитинстві він розпочав займатися футболом у академії клубу «Грбаль», де навчався до 2009 року. Після цього він перейшов до молодіжної команди сербського «Земуна», де провів два сезони.
Надалі футболіст повернувся у «Грбаль» і у сезоні 2011/12 дебютував у Першій лізі Чорногорії, швидко закріпившись у стартовому складі. У липні 2013 року Манойлович був відданий в оренду до «Арсеналу» (Тиват), де провів один сезон, зігравши 21 матч та відзначившись 2 голами у чемпіонаті.
Після повернення до «Грбаля» у 2014 році гравець ще кілька сезонів захищав кольори рідного клубу. За вісім сезонів у клубі він зіграв 116 матчів і забив 4 голи.
У січні 2019 року Четко знову перейшов до «Арсеналу» (Тиват). З командою став фіналістом Кубка Чорногорії у 2023 році, забивши гол у фіналі. Станом на 2 квітня 2025 року в Першій лізі Чорногорії за «Арсенал» він зіграв 185 матчів і забив 26 голів, ставши одним із ключових лідерів команди й отримавши капітанську пов'язку.

## Досягнення
- Фіналіст Кубка Чорногорії: 2016/17, 2022/23